# Kotkatsaari (ö i Södra Savolax, S:t Michel, lat 61,61, long 27,68)
Kotkatsaari är en ö i Finland. Den ligger i sjön Saimen och i kommunen Sankt Michel i den ekonomiska regionen  S:t Michel och landskapet Södra Savolax, i den södra delen av landet, 220 km nordost om huvudstaden Helsingfors. Öns area är 18,4 hektar och dess största längd är 0,7 kilometer i sydöst-nordvästlig riktning.